# Angelika Kalt
Angelika Kalt (* 16. Juni 1961 in Freiburg im Breisgau) ist seit 2016 Direktorin beim Schweizerischen Nationalfonds (SNF), dem sie bereits 2008 als stellvertretende Direktorin beigetreten ist. Sie hält einen Doktorgrad in Erdwissenschaften der Albert-Ludwigs-Universität Freiburg und war während acht Jahren ordentliche Professorin für Petrologie und interne Geodynamik an der Universität Neuenburg. Sie ist deutsche Staatsbürgerin.